# Эдже, Эда
Эда Эдже (тур. Eda Ece; род. 20 июня 1990 года, Стамбул, Турция) — турецкая актриса.

## Биография
Эда родилась 20 июня 1990 года в Стамбуле в интеллигентной семье. Она окончила среднюю школу Шишли Теракки, а затем Стамбульский университет Билги (факультет психологии). Она четвёртый ребёнок в семье.
Появилась на экранах в 2003 году во второстепенной роли. Её первая главная роль в 2012 году в сериале «Плохая семерка». В 2013 году она сыграла в своем первом фильме «Для моей дочери». Затем она присоединилась к актёрскому составу «Люби меня таким», который транслировался на TRT 1 (персонаж Зейно). В 2015 году она сыграла в фильме «Говори как твой муж». В 2016 году она снялась в фильмах «Говори как твой муж 2» и «Золовка», а затем в сериале «Статус отношений: запутанно» на канале SHOW TV. В 2017 году появилась в фильме «Истории Деде Коркут: Дели Думрул».
С 2018 года она играет главную роль в сериале «Запретный плод».
| Кино и телевидение | Кино и телевидение                  | Кино и телевидение         | Кино и телевидение | Кино и телевидение  |
| Год                | Оригинальное название               | Название на русском        | Роль               |                     |
| ------------------ | ----------------------------------- | -------------------------- | ------------------ | ------------------- |
| 2004               | Hayat Bilgisi                       | Наука о жизни              | Суде               | эпизодическая роль  |
| 2009               | Bez Bebek                           | Тряпичная кукла            | не известно        | эпизодическая роль  |
| 2010               | Mahpeyker - Kösem Sultan            | Махпейкер                  | не известно        | второстепенная роль |
| 2011               | Adını Feriha Koydum                 | Назвала я её Фериха        | Дениз              | второстепенная роль |
| 2012               | Pis Yedili                          | Плохая семерка             | Джимбом            | главная роль        |
| 2013               | Kızım Için                          | Для моей дочери            | Туба               | главная роль        |
| 2013               | Beni Böyle Sev                      | Люби меня таким            | Зейно              | главная роль        |
| 2015               | Kocan Kadar Konuş                   | Говори как твой муж        | Джерен             | второстепенная роль |
| 2016               | Kocan Kadar Konuş Diriliş           | Говори как твой муж 2      | Джерен             | второстепенная роль |
| 2016               | Ilişki durumu: Karışık              | Статус отношений: запутано | Элиф               | главная роль        |
| 2016               | Mahrumlar                           | Махрумлар                  | Эла                | второстепенная роль |
| 2016               | Görümce                             | Золовка                    | Дениз              | главная роль        |
| 2017               | Dede Korkut Hikayeleri Bamsi Beyrek | Истории Деде Коркут        | Гюнчичек           | главная роль        |
| 2017               | Yol arkadaşim                       | Мой Спутник                | Айсун              | второстепенная роль |
| 2017               | Deli Dumrul                         | Дели Думрул                | Гюнчичек           | главная роль        |
| 2018               | Deliha 2                            | Делиха 2                   | Эда                | главная роль        |
| 2018               | Yasak Elma                          | Запретный плод             | Йилдыз             | главная роль        |